# Handelsbanken

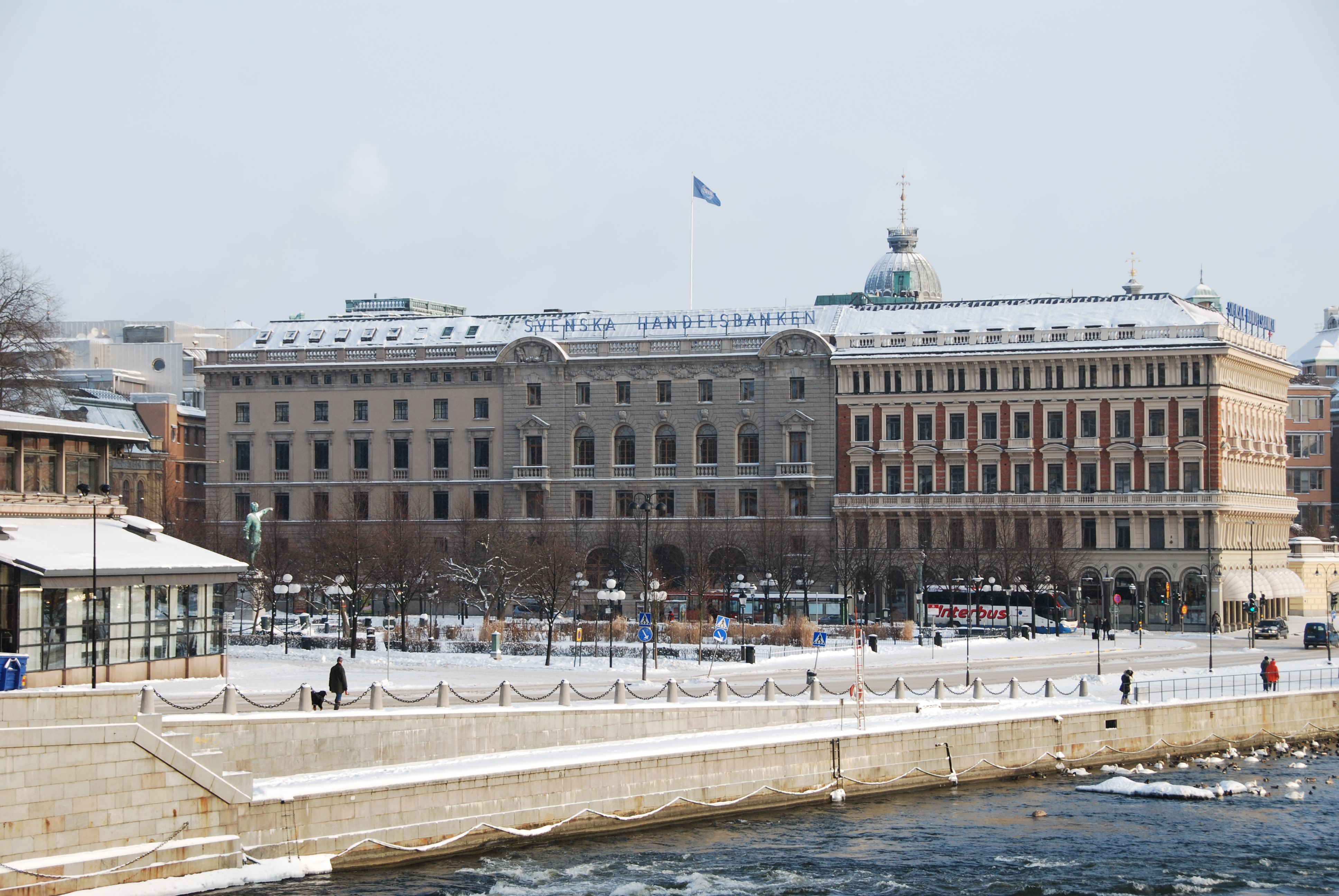
Sede de Handelsbanken en Estocolomo.

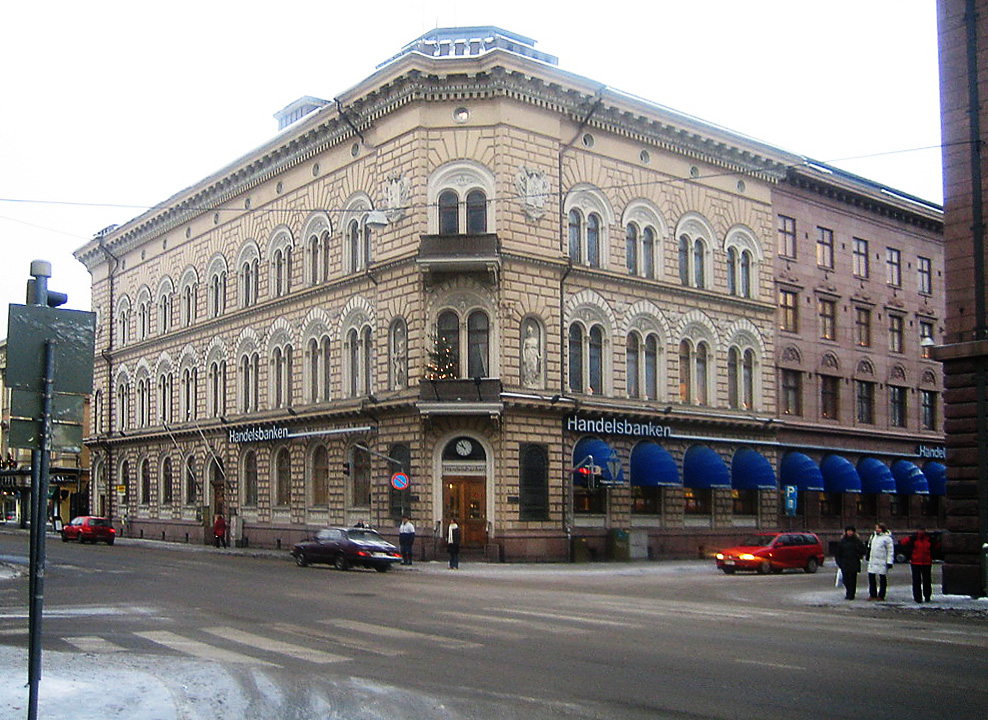
Sucursal en la Plaza del Mercado en Turku, Finlandia.

Svenska Handelsbanken AB es uno de los mayores bancos de los países nórdicos. El banco en la actualidad tiene alrededor de 10 000 empleados, 452 sucursales en Suecia, 54 en Dinamarca, 44 en Finlandia, 34 en Noruega y 60 en Reino Unido.

## Historia del Svenska Handelsbanken
La historia del Svenska Handelsbanken se remonta a 1871 cuando un número de prominentes ciudadanos y empresas del mundo de los negocios de Estocolmo fundaron el Stockholms Handelsbank. El banco empezó sus operaciones el 1 de julio de 1871 en oficinas alquiladas en el centro histórico de la ciudad de Estocolmo, que en este tiempo era todavía el centro comercial y financiero de la ciudad.
En primer lugar, el banco proclamó que realizaría "actividades bancarias verdaderas" con depósitos y préstamos y que se concentraría en el mercado bancario local, esto es, las actividades de negocios de la capital de Suecia. El primer año de operaciones fue muy exitoso y después de solo un par de año, Handelsbanken mantenía una fuerte posición entre los bancos de Estocolmo.

### El periodo de Fraenckel
Durante los primeros años de la década de 1880, el banco creció más rápidamente que sus competidores. La crisis en el sector de la construcción en Estocolmo en 1885 y el descenso de la economía que empezó el mismo año afectó seriamente al banco previamente expansivo. Después de los resultados financieros de los primeros años de la década de 1890, los accionistas del banco demandaron una nueva administración. En 1893, Louis Fraenckel, un banquero privado, fue elegido como el nuevo director de la administración del banco. Él llevaría a un crecimiento sostenido del banco durante 18 años, hasta 1911.
Poco después del nombramiento de Fraenckel, el rápido desarrollo económico de Suecia creó una fuerte demanda de servicios bancarios. Se produjo una dura competencia entre los bancos. La estrategia de Frenckel para aumentar el beneficio se centró más en el negocio de los bono y cambio de divisas.
En 1896, la sede fue trasladada a un nuevo edificio alquilado en la nueva área de negocios de Estocolmo en el área del bajo Norrmalm. No fue hasta 1905, mucho después que sus dos mayores competidores, que el Handelsbanken se trasladó a su prestigiosa sede localizada en Kungsträdgårdsgatan. En 1905, el banco tenía unos 50 empleados trabajando en seis sucursales. Reportó un beneficio de un millón y medio de coronas suecas y un impresionante ratio de 0,31 coste/ingreso.

### Stockholms Handelsbank se expande y se convierte en el Svenska Handelsbanken
La primera década del siglo XX fue una época de fusiones bancarias en Suecia así como en Europa. El número de bancos de redujo en Suecia en más de la mitad. Por lo que se refiere al Handelsbanken, su primera gran adquisición ocurrió en 1914 don la fusión con el Bankaktiebolaget Norra Sverige. Esto expandió significativamente las operaciones del banco en las zonas fuertemente en desarrollo del norte del país, dándole sucursales en 36 nuevas poblaciones, principalmente a lo largo de la costa de Norrland.
Mientras los competidores del Handelsbanken se expandían hacia el oeste y hacia al sur durante este periodo de consolidación, la administración continuaba mirando hacia el norte donde la industria forestal iba a experimentar un bum. En 1917, Handelsbanken iba a fortalecer aún más su posición en esta área prometedora con la adquisición del Norrlandsbanken y sus 79 sucursales. Al igual que el Bankaktiebolaget Norra Sverige, Norrlandsbanken era el resultado de la fusión de varios bancos más pequeños.
Aunque las adquisiciones en Norrland mejoraron el ratio entre depósitos y préstamos, tal concentración en el norte de Suecia pronto se probaría imprudente. En 1918 Handelsbanken abrió nuevas sucursales en Gotemburgo y Malmö. Los bancos de Suecia también encontraron que había un excedente de depósitos atractivo en el sur de Suecia, y en 1919 Handelsbanken adquirió el Bankaktiebolaget Södra Sverige con sus 67 oficinas.
Después de la fusión con el Bankaktiebolaget Södra Sverige, el banco cambió su nombre a Svenska Handelsbanken. Además, Svenska Handelsbanken adoptó el símbolo del octágono del Bankaktiebolaget Södra Sverige, que funcionó como su propio logotipo durante muchos años.

### Un gran banco en el periodo de entreguerras
En 1921 Handelsbanken celebró su cincuenta aniversario, pero los resultados anuales no fueron buenos. El banco se llenó de preocupación por los efectos negativos en la economía de la reciente I Guerra Mundial. El consejo de administración señaló en su informe que "el negocio ha sufrido bajo condiciones extremas, que han afectado directamente en las operaciones del banco", y afirmó que "substanciales sumas... se proponían para las amortizaciones de las pérdidas". Los siguientes dos años estuvieron también afectados por la recesión. Sin embargo, la economía mejoró durante la segunda mitad de la década de 1920, y el banco reportó incrementos de beneficios. Pero entonces el banco fue golpeado por la depresión mundial en la primera mitad de la década de los 1930, y los beneficios anuales cayeron más de la mitad. Sin embargo, hubo una recuperación en los últimos años antes del estallido de la guerra.
La consolidación continuó en el mercado bancario sueco durante el periodo de entreguerra. Con la adquisición del Mälarebanken, por ejemplo, Handelsbanken fue capaz de mantener el número de sucursales estable ligeramente por encima de las 260. Al mismo tiempo, los otros bancos redujeron drásticamente el número de oficinas. Como resultado, una de cada cuatro oficinas bancarias era una sucursal del Handlesbanken cuando la II Guerra Mundial estalló. El banco tenía más de 2.000 empleados en ese momento.

### La expansión continúa
Handelsbanken continuó expandiéndose en un mercado bancario sueco cada vez más consolidado en el periodo posterior a la guerra. La adquisición del Vänersborgsbanken y el Norrköpings Folkbank durante la década de los 1940 fueron seguidas de la adquisición del Luleå Folkbank y el Gotlandsbanken en la década de los 1950. En 1955, fue adquirida la compañía hipotecaria SIGAB, que subsecuentemente cambió su nombre a Handelsbanken Hypotek. La adquisición de una larga lista de bancos provinciales fue completada con la adquisición del Skånska Banken en 1990. Esta adquisición fue presentada como un hito. La expansión del Handelsbanken continuaría, pero con otro camino.

### La descentralización de Jan Wallander
En 1970, Jan Wallander fue contratado del banco provincial de Norrland, Sundsvallsbanken, como el nuevo presidente del Handelsbanken. Wallander aplicaría y desarrollaría las ideas que estaba utilizando en el Sundsvallsbanken. Se tomó la decisión de descentralizar extensamente la organización del Handelsbanken. La experiencia en el Sundsvallsbanken había mostrado que las sucursales bancarias necesitaban el apoyo de especialistas para cumplir con las necesidades de los grandes clientes; así, debían unirse en unidades más grandes. Si estas unidades eran del tamaño del Sundsvallsbanken, no serían inmanejables. Así, las oficinas bancarias fueron divididas en diferentes bancos regionales, cada uno de unas 70 sucursales. Los nuevos bancos regionales tenían sus propios consejos de administración y un alto grado de independencia.
En la nueva organización descentralizada algunas tareas del antiguo consejo de administración fueron transferidas a los nuevos consejos de administración regionales, y algunas funciones no fueron más necesarias. La unidad central de presupuestos fue eliminada; en su lugar se desarrolló un nuevo sistema de gestión e información basado en los beneficios reales.
La nueva organización del Handelsbaken se centraría en el beneficio y no en el volumen. El objetivo era, y aún es, obtener un capital de retorno que excediera la media de los bancos de cotización pública. De tener una inferior rentabilidad que sus competidores a finales de la década de 1960, Handelsbanke pudo alcanzar el mismo nivel de rentabilidad que los otros bancos suecos en 1971. Desde 1972, Hadelsbanken ha conseguido el objetivo de ser más rentable que la media de los otros bancos de cotización pública; esta comparación ahora incluye los bancos Nórdicos.
El objetivo de mayor rentabilidad que los bancos activos en el mismo mercado, requiere mayor productividad de los empleados. Consecuentemente, la administración del banco pensó en que los empleados participaran en los beneficios extraordinarios del banco. En ese periodo, se produjo en Suecia un vivo debate sobre cómo los empleados podían ganar más influencia en las empresas. Para el año fiscal 1973, el consejo del banco creó la fundación que participaría en los resultados Oktogonen con SEK 10 millones. Los fondos fueron puestos con acciones del Handelsbanken, dando así representación a los empleados en el consejo del banco. Los fondos no se pagarían directamente sino en el momento de la jubilación, y Oktogonen se convirtió en un gran accionista a largo plazo del Handelsbanken, algo de lo que el Handelsbanken carecía. Para el año 1988 Oktogonen poseía el 10% de los votos en el consejo del banco.

### Handelsbanken atraviesa la crisis bancaria sueca
Durante el bum de la década de 1980, el préstamo bancario en Suecia creció excepcionalmente rápido. Una gran proporción de los préstamos fueron a inversiones especulativas. En otoño de 1990, surgió una grave crisis bancaria en Suecia como resultado de una profunda recesión. Los préstamos corporativos fueron la causa principal de grandes pérdidas en los bancos suecos. Los costes del gobierno sueco para mantener el sector bancario ascendían a un elevado SEK 66.000 millones. Durante la crisis bancaria, Handelsbanken el único de los grandes bancos suecos que no se vio obligado a solicitar garantías del estado. Handelsbanken fue capaz de aprovechar la situación para avanzar en el sector bancario sueco. Por ejemplo, la proporción de depósitos de Handelsbanken aumentó del 11% en 1990 al 17% al final de la década. La compra en efectivo del Stadshypotek en 1997 contribuyó al aumento del volumen de negocio.

### Ofensiva nórdica
Las regulaciones de mercado suecas fueron levantadas en 1989, que llevaron a un aumento de la internacionalización del mercado bancario sueco. Hendelsbanken estaba bien preparado para este cambio. Durante la década de 1980 el banco había construido su red de operaciones internacionales con oficinas y subsidiarias en Londres, Nueva York y Singapur, por ejemplo.
Considerando el éxito de su modelo bancario en Suecia, el Handelsbanken decidió empezar sus operaciones en Noruega. A principios de los 1990 el banco hizo una oferta en efectivo por el Oslo Handelsbanken. Mediante crecimiento orgánico y la adquisición del Stavanger Bank en 1991, Handelsbanken pudo aprovechar la oportunidad histórica de la expansión creada por la crisis bancaria en Noruega a principios de los 1990. Durante esa década, el banco creó una red nacional de oficinas a largo de toda Noruega, suplementada con la adquisición del Bergensbanken en 1999.
En Finlandia, Handelsbanken adquirió las partes rentables del Skopbank en 1995. En el mismo tiempo, decidió abrir sucursales en varias grandes ciudades finlandesas, convirtiéndose así en el cuarto mayor banco de Finlandia.
En Dinamarca, Handelsbanken abrió su primera ofician en 1996. La apertura de la oficina en Copenhague fue pronto seguida de nuevas aperturas en otras partes del país. En 2001, Hadelsbanken adquirió el Midtbank, que tenía una presencia muy fuerte en el área de Dinamarca. Con esta adquisición, Hadelsbanken se convirtió en el quinto mayor banco en Dinamarca con 32 oficinas.

### Aumento del peso de los seguros de vida
La década de 1990 fue también un periodo de cierta convergencia entre los servicios financieros y el sector de los seguros. Los ahorros de pensiones representaron una importante proporción creciente de los ahorros a largo plazo de los clientes. Dado este crecimiento, el banco adquirió la compañía de seguros RKA en 1992. El nombre de la compañía fue cambiado por el de Handelsbanken Liv. Siguiendo a un cambio de la ley, Handelsbanken Liv fue desmutualizada el 1 de enero de 2002. Esta fue la primera desmutalización de su tipo en Suecia. Antes de la desmutualización, a los clientes afectados por el cambio se les dio la oportunidad de votar sobre ellos; el número de votos a favor de la desmutualización fue del 98%. 
En marzo de 2001, Handelsbanken adquirió la compañía de seguros de vida SPP. Con esta compra, Handelsbanken se convirtió en el segundo operador en el mercado de seguros de vida en Suecia. El propósito de la adquisición era desmutualizar SPP también. En 2004, los clientes de SSP también votaron a favor de la desmutualización. Sin embargo, en 2007 Handelsbanken anunció un acuerdo para vender SPP con la aseguradora noruega Storebrand.

## Handelsbanken en la actualidad
Handelsbanken mantiene una posición fuerte en el mercado bancario Nórdico con una red nacional de oficinas en Suecia, y casi nacional en los otros países nórdicos.
Desde 2000 Handeslbanken ha conducido operaciones de banca universal en Gran Bretaña construyendo una red de 56 sucursales para finales de mayo de 2008.
Por más de diez años, el banco ha cumplido sus objetivos: tener más rentabilidad y más satisfacción del cliente que sus competidores.

### Handelsbanken - un banco universal
Handelsbanken aspira a ser un banco universal, en otras palabras, cubrir todo es espectro bancario: transacciones corporativas tradicionales, banca de inversión y comercial, banca de consumo, incluidos seguros de vida. Handelsbanken tiene una posición fuerte en Suecia con más de 460 oficinas. Durante los últimos 15 años, Handelsbanken ha ido expandiendo sus operaciones de banca universal a otros países nórdicos, y recientemente también en Reino Unido. El banco recientemente ha abierto en Países Bajos, Letonia, Estonia y Lituania siguiendo el mismo modelo descentralizado que sigue en sus mercados principales.
El banco tiene alrededor de 10 000 empleados.

## Subsidiarias y sucursales
| - Suecia (461 sucursales) - Dinamarca (54 sucursales) - Finlandia (44 sucursales) - Estonia (1 sucursal) - Letonia (1 sucursal) - Lituania (1 sucursal) - Noruega (34 sucursales) - Reino Unido (60 sucursales) | - Austria - China - Taiwán - Francia - Alemania (7 sucursales) - Hong Kong - India - Luxemburgo | - Malasia - Países Bajos (5 sucursales) - Polonia - Rusia - Singapur (1 sucursal) - España (2 sucursales) - Suiza - EE. UU. (1 sucursales) |